# Монтжуик (трасса)
Монтжуи́к (кат. Circuit de Montjuïc) — трасса, проложенная на барселонской горе Монтжуик. Впервые использовалась для гонок в 1933 году. На трассе прошли четыре Гран-при Испании Формулы-1.
В 1968 году трасса была выбрана для Гран-при Испании, который и состоялся на Монтжуике 4 мая 1969 года.
Трасса считается одной из самых интересных в истории Формулы-1. Особенностями трассы являются движение против часовой стрелки и сочетание одного очень медленного и большого количества быстрых поворотов.
После того, как на Гран-при Испании 1975 года произошла трагедия (на 26-м круге Рольф Штоммелен вылетел с трассы, в результате погибло 5 зрителей), Гран-при Формулы-1 больше на этой трассе не проводились.

## Победители Гран-при Испании на трассе Монтжуик
| Год  | Пилот (победитель)  | Команда (победитель) | Отчёт |
| ---- | ------------------- | -------------------- | ----- |
| 1975 | Йохен Масс          | McLaren-Ford         | Отчёт |
| 1973 | Эмерсон Фиттипальди | Lotus-Ford           | Отчёт |
| 1971 | Джеки Стюарт        | Tyrrell-Ford         | Отчёт |
| 1969 | Джеки Стюарт        | Matra-Ford           | Отчёт |